# Мусхелишвили, Николай Львович
Никола́й Льво́вич Мусхелишви́ли (8 марта 1945, Тбилиси — 29 ноября 2022, Москва) — советский и российский психолог, биофизик и религиовед, специалист по психологии религии. Кандидат биологических наук, доктор психологических наук, профессор.
Член Экспертного совета Высшей аттестационной комиссии при Министерстве образования и науки Российской Федерации по теологии.

## Биография
Представитель грузинского дворянского рода Мусхелишвили.
В 1967 году окончил физический факультет Тбилисского государственного университета по специальности «биофизика».
В 1973 году защитил диссертацию на соискание учёной степени кандидата биологических наук по теме «Изучение действия разобщителей окислительного фосфорилирования на липидных моделях клеточных мембран» (специальность 03.00.02 — биофизика).
В 1994 году в Институте психологии РАН защитил диссертацию на соискание учёной степени доктора психологических наук по теме «Психология отношения к нуменальному: Личностые предпосылки религиозного опыта» (специальность — 19.00.01 — Общая психология, психология личности, история психологии).
Заведующий лабораторией Института проблем передачи информации Российской академии наук, профессор Библейского богословского института Св. Апостола Андрея с 1996. Преподавал в РГГУ.
Был ректором Института философии, теологии и истории Святого Фомы Аквинского.
Входил в Международную ассоциацию психологов религии.
Член редколлегии Международного журнала по психологии религии, главный редактор журнала «Символ».
Член редакционной коллегии научно-теоретического журнала «Религиоведение».
В 2007 году стал почётным профессором кафедры ЮНЕСКО.
Автор 85 работ, 3 монографий, 3 учебников и учебных пособий.

## Область научных исследований
Изучение религиозного опыта, мистических и изменённых состояний сознания, молитвенной практики.
Основные труды посвящены парадоксам непрямой коммуникации, роли воображения в освоении действительности и семиотике молитвенных текстов.

## Научные труды

### Монографии
- «Психология и этика. Опыт построения дискуссии». М., 1999 г.

### Статьи
- Мусхелишвили Н. Л., Шабуров Н. В., Шрейдер Ю. А. Символ и поступок. — М., 1987.
- Мусхелишвили Н. Л., Шрейдер Ю. А. Постижение versus понимание // Семиотика: Труды по знаковым системам. Вып. 23. Тарту, 1989.
- Мусхелишвили Н. Л., Шрейдер Ю. А. Иов-ситуация: искушение абсурдом. // Философская и социологическая мысль. 1991. — № 8.
- Мусхелишвили Н. Л., Шабуров Н. В., Шрейдер Ю. А. О символичности проповеди. // Человек. 1991. — № 4.
- Мусхелишвили Н. Л., Шрейдер Ю. А. Семантика и ритм молитвы // Вопросы языкознания. 1993. — № 1.
- Мусхелишвили Н. Л., Шрейдер Ю. А. Иов-ситуация Иозефа К. // Вопросы философии. 1993. — № 7.
- Мусхелишвили Н. Л., Шрейдер Ю. А. Метапсихологические проблемы непрямой коммуникации. // Когнитивная эволюция и творчество. — М., 1995
- Мусхелишвили Н. Л., Шрейдер Ю. А. Значение и образ // Тезисы Международн. конф. «Культурно-исторический подход: развитие гуманитарных наук и образования». — М., 1996.
- Мусхелишвили Н. Л., Спивак Д., Шрейдер Ю. А. В поисках общего значения: Сравнительный анализ восточных и западных молитв // Страницы. М., 1996. — № 4. — C. 80—91.
- Мусхелишвили Н. Л., Шрейдер Ю. А. Значение текста как внутренний образ. // Вопросы психологии. 1997. — № 3.
- Мусхелишвили Н. Л., Шрейдер Ю. А. Понимаю, ибо абсурдно. К эвристике абсурда. // Человек, 1998. — № 6
- Кузнецов Н. А., Мусхелишвили Н. Л., Шрейдер Ю. А. Информационное взаимодействие как объект научного исследования. // Вопросы философии. — 1999. — № 1.
- Мусхелишвили Н. Л. В поисках общего значения. Сравнительный анализ восточных и западных молитв. Страницы: богословие, культура, образование. Вып. 4
- Киселев А. П., Коваль А. Н., Мусхелишвили Н. Л. Традиция lectio divina и когнитивная психология // Системные исследования. Ежегодник, 2003.
- Коваль А. Н., Мусхелишвили Н. Л., Сергеев В. М., Сnивак Д. Л. От проблемы истолкования в психоанализе к проблеме истолкования религиозного текста. // Религиоведение, 2004. — № 2.
- Мусхелишвили Н. Л., Базлев М. М. О видениях в «Духовном Дневнике» Игнатия Лойолы // Религиоведение, 2018. — № 3. — С. 128—139.
- Мусхелишвили Н. Л., Базлев М. М. Внутренняя речь и дар говора (loqüela) // Вопросы психологии. 2019, № 2. С. 59—68.